# Camenca
Camenca (in russo Каменка?, Kamenka)  è una città della Moldavia controllata dalla autoproclamata repubblica di Transnistria. È capoluogo del distretto omonimo e ha 9 404 abitanti (dato 2010)